# Włodzimierz Kluciński
Włodzimierz Kluciński (ur. 12 października 1947 w Żyrardowie) – polski lekarz weterynarii o specjalności patofizjologia, choroby wewnętrzne, immunologia weterynaryjna, posiadający od 1997 r. tytuł specjalisty z dziedziny „weterynaryjna diagnostyka laboratoryjna” oraz od 2003 r. specjalisty – „diagnosta laboratoryjny”. Obecnie profesor zwyczajny nauk weterynaryjnych, pracownik Zakładu Weterynaryjnej Diagnostyki Laboratoryjnej i Klinicznej Katedry Patologii i Diagnostyki Laboratoryjnej Wydziału Medycyny Weterynaryjnej SGGW w Warszawie.
W latach 1996–2002 był rektorem SGGW, dziekanem Wydziału Medycyny Weterynaryjnej (1986-1990 i ponownie 2002-2008) a także prodziekanem (1984–1986) i prorektorem ds. nauki (1990-1996). Był także kierownikiem Katedry Chorób Wewnętrznych z Kliniką (1988–1993) oraz kierownikiem Zakładu Diagnostyki Klinicznej i Laboratoryjnej w/wym. Katedry (1997–2001) oraz kierownikiem Zakładu Weterynaryjnej Diagnostyki Laboratoryjnej i Klinicznej Katedry Patologii i Diagnostyki Laboratoryjnej (2008–2009). W latach 1999–2002 był przewodniczącym Konferencji Rektorów Uczelni Rolniczych oraz przewodniczącym Komitetu Nauk Weterynaryjnych PAN (2003–2016), prezesem Polskiego Towarzystwa Nauk Weterynaryjnych (2000-2006), prezesem Polskiego Stowarzyszenia Bujatrycznego (2000–2003), przewodniczącym Komisji ds. Specjalizacji Lekarzy Weterynarii (2008–2016) i Krajowym Kierownikiem Specjalizacji z dziedziny „weterynaryjna diagnostyka laboratoryjna” (od 2008) oraz członkiem Centralnej Komisji ds. Stopni i Tytułów (2010–2016).
14 maja 2010 otrzymał tytuł doktora honoris causa Szkoły Głównej Gospodarstwa Wiejskiego w Warszawie a w roku 2016 odznaczony został Krzyżem Komandorskim Orderu Odrodzenia Polski.

## Życiorys
Włodzimierz Kluciński urodził się 12 października 1947 r. w Żyrardowie. Po ukończeniu Liceum Ogólnokształcącego im. Stefana Żeromskiego w Żyrardowie rozpoczął w 1965 r. studia na Wydziale Weterynaryjnym SGGW w Warszawie. Ukończył je w 1971 r. uzyskując tytuł lekarza weterynarii.

## Działalność naukowa
Pracę naukową rozpoczął w Instytucie Genetyki i Hodowli Zwierząt PAN w Jastrzębcu (1971-1972). Następnie pracował w Instytucie Hematologii w Warszawie (1972-1977) gdzie prowadził badania z zakresu fizjopatologii oparzeń i transfuzjologii będące przedmiotem nie tylko szeregu publikacji ale także rozprawy doktorskiej i habilitacyjnej.
Od 1977 pracuje na Wydziale Weterynaryjnym SGGW, kolejno na stanowiskach: adiunkta (1977–1983), docenta (1983–1991), profesora nadzwyczajnego (1991–1995) i profesora zwyczajnego (od 1995).
W 1974 uzyskał stopień doktora nauk weterynaryjnych na podstawie rozprawy doktorskiej „Wpływ K i Na na czynność oddechową tkanek i stężenie tych elektrolitów we wczesnym okresie doświadczalnego oparzenia”. W 1979 r. uzyskał stopień doktora habilitowanego nauk weterynaryjnych w zakresie fizjopatologii na podstawie dorobku naukowego i pracy habilitacyjnej pt. „Ocena wczesnego stosowania płynów uzupełniających w hamowaniu procesów wstecznych w ranie oparzeniowej u szczura”. Tytuł profesora nauk weterynaryjnych otrzymał w 1991 r.
W latach 1981–1994 prowadził badania m.in. w :
- Department of Veterinary Preventive Medicine, College of Veterinary Medicine, Ohio State University, Columbus, USA (visiting assistant professor),
- Department of Veterinary Microbiology and Preventive Medicine, College of Veterinary Medicine, Iowa State University of Science and Technology, Ames USA (visiting professor)
- National Animal Diseases Center USDA Ames Iowa USA (visiting scientist)
- Department of Veterinary Microbiology and Pathology, Washington State University, Pullman, USA (visiting scientist)
- Instituto di Patologia Speciale e Clinica Medica Veterinaria, Facolta di Medicina Veterinaria, Universitata Degl Studi di Bologne, Bologna, Italy (visiting scientist)
Głównymi kierunkami badawczymi były lub są:
- zagadnienia związane z określaniem polimorfizmu białek i enzymów u świń i bydła,
- opracowanie metody terapeutycznego postępowania z raną oparzeniową, bezpośrednio po doświadczalnym oparzeniu skóry,
- poznawanie mechanizmu paradoksu immunologicznego w gruczole mlekowym krów oraz mechanizmu miejscowej odporności w układzie rozrodczym i oddechowym,
- wpływ zaburzeń metabolicznych na odporność komórkową u bydła,
- opracowanie przyżyciowej diagnostyki wybranych zespołów chorobowych u drobiu,
- określanie wpływu wybranych ksenobiotyków na stan odporności u zwierząt
- wpływ stresu oksydacyjnego na stan zdrowia bydła i psów.
Całokształt dorobku naukowego obejmuje łącznie 559 pozycji w tym 162 prace twórcze 261 doniesień na krajowe i zagraniczne konferencje i sympozja oraz artykuły i prace przeglądowe, 129 ekspertyz i recenzji oraz 7 podręczników, monografii i tłumaczeń.
Część wyników weszła do literatury światowej i krajowej i jest cytowana w szeregu publikacjach naukowych oraz opracowaniach książkowych m.in. w podręcznikach: ”Veterinary Immunology. An Introdaction”. J. Tizard, W. B. Saunders Company 1987, i „Oparzenia jako problem badawczy i leczniczy”. W. Rudowski 1981.
Był dotychczas promotorem 10 zakończonych prac doktorskich.

## Działalność dydaktyczna
Poza prowadzeniem zajęć dydaktycznych na kierunku weterynaria i biologia doprowadził, jako dziekan Wydziału, do uruchomienia w 2007 r. na Wydziale Medycyny
Weterynaryjnej studiów dla cudzoziemców w języku angielskim. Obecnie kształci się 239 studentów anglojęzycznych z 25 krajów.
Pełniąc funkcję dziekana współpracując w latach 2002–2005 z władzami European Association of Establishments for Veterinary Education (EAEVE) doprowadził do zorganizowania po raz pierwszy w Polsce na Wydziale Medycyny Weterynaryjnym SGGW Walnego Zgromadzenia 120 dziekanów medycyny weterynaryjnej z całej Europy (Warszawa 2005).
Jako rektor poparł inicjatywy społeczności akademickiej i władz terytorialnych do utworzenia zamiejscowych Wydziałów SGGW w Sierpcu (Inżynierii Środowiska), Łowiczu (Rolniczego), Radomiu (Ekonomicznego), Leśnej Podlaskiej (Rolniczego), Przasnyszu (Gospodarki Przestrzennej) i Lubiejewie (Żywienia Człowieka i Technologii Żywności). Wydziały te kształciły, przez szereg kolejnych lat, w ramach studiów zaocznych młodzież zamieszkującą te tereny.
Był współautorem w dwóch opracowaniach książkowych pt.” Kompendium farmakoterapii chorób drobiu “ (wydanie I 1982) oraz “Patofizjologia zwierząt”(1991).

## Pełnione funkcje i członkostwa poza SGGW
W latach 2003–2015 był przewodniczącym Komitetu Nauk Weterynaryjnych Wydziału V a następnie Wydziału II PAN. W latach 1990- 1996 był sekretarzem tego Komitetu. Był także członkiem Komisji Fizjologii i Patologii Gruczołu Mlekowego Komitetu Biologii Rozrodu Zwierząt Użytkowych PAN (1994-1996).
W latach 2008–2016 był przewodniczącym Komisji ds. Specjalizacji Lekarzy Weterynarii. Od 2008 r. jest Krajowym Kierownikiem Specjalizacji z dziedziny „weterynaryjna diagnostyka laboratoryjna”.
W latach 1990–1992 był członkiem Zespołu Ekspertów przy Ministrze Edukacji Narodowej pełniąc funkcję przewodniczącego Sekcji Weterynaryjnej.
W latach 2010–2016 był członkiem Centralnej Komisji ds. Stopni i Tytułów Naukowych a także członkiem Rady Naukowej Państwowego Instytutu Weterynaryjnego—PIB w Puławach.
W latach 2001–2009 pełnił funkcje w Polskim Towarzystwie Nauk Weterynaryjnych – wiceprezesa (2001-2003), prezesa (2004-2006) i sekretarza naukowego (2007-2009).
W latach 2000–2003 był członkiem założycielem i pierwszym prezesem Polskiego Stowarzyszenia Bujatrycznego.
W 2003 r. powołany został przez ks. Kardynała Józefa Glempa na członka Komitetu Promocyjnego Świątyni Opatrzności Bożej.
Od 2011 r. pełni funkcję członka Rady Naukowej Muzeum Rolnictwa im. ks. K. Kluka w Ciechanowcu.
W latach 2010–2016 r. był przewodniczącym Kapituły Medalu im. W. Godlewskiego w Bogutach Piankach.
Od 2003 r. jest członkiem Kolegium Naukowego ds. Jakości Produktów Żywnościowych PDŻ przy Ministrze Rolnictwa i Rozwoju Wsi.
Był inicjatorem uroczystości w lipcu 2007 r. związanej z posadzeniem dębu wyhodowanego z żołędzi poświęconych przez Jana Pawła II na terenie przy Kościele p.w. Św. Andrzeja Apostoła w Broku.
W latach 2005–2006 był przewodniczącym ekspertów do opracowania standardu kształcenia na kierunku weterynaria przy Ministrze Edukacji Narodowej i Sportu.
Od 2005 r. jest członkiem Rad Programowych czasopism naukowych Polish Journal of Veterinary Sciences, Medycyny Weterynaryjnej i Magazynu Weterynaryjnego.
Od 2009 r. jest redaktorem naukowym corocznych monografii bujatrycznych wydawanych w ramach Magazynu Weterynaryjnego.
W 2002 r. został członkiem Narodowej Rady Integracji Europejskiej przy Premierze RP.
W latach 1999–2002 był przewodniczącym Konferencji Rektorów Uczelni Rolniczych, 1997-2000 – członkiem zespołu ekspertów ds. leków weterynaryjnych przy Biurze Rejestracji Środków Farmaceutycznych i Materiałów Medycznych, 1990-1992 członkiem Zespołu Ekspertów przy Ministrze Edukacji Narodowej oraz członkiem Rady Naukowej Instytutu Genetyki i Hodowli Zwierząt PAN.

## Odznaczenia i wyróżnienia
Za swoją działalność odznaczony został Złotym Krzyżem Zasługi(1991), Krzyżami Kawalerskim (1999), Oficerskim (2001) i Komandorskim (2016) Orderu Odrodzenia Polski, Medalem Komisji Edukacji Narodowej (2000), Srebrnym Medalem „Za Zasługi dla Obronności Kraju” (2006), Złotą Odznaką „Za Zasługi dla SGGW” (1990), Złotą Odznaką ZNP (1997), odznakami: „Zasłużony dla Leśnictwa” (1998), „Zasłużony dla Rolnictwa” (2001), „Zasłużony dla PTNW” (1987), „Zasłużony dla Polskiego Stowarzyszenia Bujatrycznego” (2011), „Za Zasługi dla Związku Kombatantów RP i Byłych Więźniów Politycznych” (2002) oraz Medalem im. M. Oczapowskiego PAN (2013) za wybitny wkład w rozwój nauk weterynaryjnych.
Dwukrotnie otrzymał nagrody naukowe Wydziału V PAN (indywidualna1980, zespołowa 1995), naukową nagrodę zespołową II stopnia Ministra Nauki, Szkolnictwa Wyższego i Techniki (1983) oraz zespołową nagrodę naukową I stopnia Ministra Edukacji Narodowej (1991), zespołową nagrodę naukową II stopnia ZG PTNW (1987), sześciokrotnie nagrodę Ministra Edukacji Narodowej za działalność organizacyjną, szesnastokrotnie nagrody organizacyjne rektora SGGW oraz w 2005 r. nagrodę „CENTAUR Nauka-Praktyce”.
W 2001 r. wyróżniony został Medalem Pamiątkowym za czynny udział w obchodach Roku Kardynała Stefana Wyszyńskiego.